# شهرك قرة لر (غرمخان)
شهرك قرة لر (بالفارسية: شهرک قره لر) هي قرية تقع في إيران في قسم غرمخان الريفي. يقدر عدد سكانها بـ 587 نسمة بحسب إحصاء 2016.